# افترسان
افترسان (انگلیسی: Aftersun) فیلم درام سال ۲۰۲۲ به نویسندگی و کارگردانی شارلوت ولز است که پل مسکال، فرنکی کوریو و سلیا رولسون-هال در آن ایفای نقش کرده‌اند. داستان فیلم در اوایل دههٔ ۲۰۰۰ جریان دارد و به سوفی، دختر ۱۱ سالهٔ اسکاتلندی در آستانهٔ تولد ۳۱ سالگی پدرش در تعطیلات می‌پردازد.
افترسان در ۲۱ اکتبر ۲۰۲۲ به‌وسیلهٔ ای۲۴ در ایالات متحده و در ۱۸ نوامبر ۲۰۲۲ به‌وسیلهٔ موبی در بریتانیا منتشر شد. این فیلم با نقدهای مثبتی از سوی منتقدان مواجه شد و کارگردانی و فیلم‌نامه ولز و نقش‌آفرینی مسکال را ستایش کردند. این فیلم همچنین به عنوان یکی از بهترین فیلم‌های سال ۲۰۲۲ توسط هیئت ملی بازبینی فیلم انتخاب شد و در نظرسنجی سایت اند ساوند مقام اول بهترین فیلم سال را کسب کرد. مسکال برای بازی در این فیلم نامزد جایزه اسکار بهترین بازیگر مرد شد.

## بازیگران
- پل مسکال در نقش کالم
- فرنکی کوریو در نقش سوفی
  - سلیا رولسون-هال در نقش سوفی بزرگسال
- سالی مسشم در نقش بلیندا
- بروکلین تولسون در نقش مایکل
- اسپایک ترس در نقش اولی
- هری پردیوس در نقش توبی
- روبی تامپسون در نقش لورا
- اتان جیمز اسمیت در نقش اسکات
- کیلی کلمن در نقش جین

## تولید
افترسان نخستین فیلم بلند کارگردان و نویسنده، شارلوت ولز، است. او که آن را «شرح حال عاطفی» می‌خواند، به‌دنبال کشف عمیق «دوره‌ای متفاوت» از رابطهٔ میان والدینی جوان و یک دختر بود، نسبت به آنچه که در نخستین فیلم کوتاه خود در سال ۲۰۱۵ به‌نام سه‌شنبه بررسی کرد. فرنکی کوریو یکی افراد در میان بیش از ۸۰۰ متقاضی بود که برای این نقش در نظر گرفته شدند. فیلمبرداری در اولودنیز، ترکیه صورت گرفت. در طول دورهٔ تمرین دو هفته‌ای، کوریو و مسکال مدتی را در یک استراحتگاه تعطیلاتی گذراندند تا رفتار و جاذبهٔ خودشان را طبیعی‌تر کنند.

## بازخورد
افترسان در وبگاه نقد و بررسی راتن تومیتوز بر اساس نظر ۲۲۴ منتقد، امتیاز ۹۶٪ با میانگین نمرهٔ ۸٫۸/۱۰ را کسب کرده‌است. اجماع منتقدان این وبگاه می‌گوید: «با هدایت از سوی نقش‌آفرینی چشمگیر فرنکی کوریو، افترسان به‌طرز ماهرانه‌ای مخاطبان را به وجه مشترک بین خاطرات ما از عزیزان و اینکه آنها واقعاً عزیز هستند، هدایت می‌کند.» این فیلم در متاکریتیک، که از میانگین وزنی استفاده می‌کند، بر اساس نظر ۴۶ منتقد امتیاز ۹۵ از ۱۰۰ را کسب کرده که نشان‌گر «تحسین همگانی» است.